# Helke Nieschlag
Helke Nieschlag (* 9. September 1988 in Göttingen) ist eine deutsche Ruderin. Ihr bislang größter Erfolg ist der Gewinn des Weltmeisterschaftstitels im Leichtgewichts-Doppelvierer 2009.
Nieschlag kam 2006 vergleichsweise spät zum Rudersport. Bereits 2008 konnte sie sich mit dem Sieg bei den Deutschen U23-Meisterschaften im Leichtgewichts-Einer für die U23-Weltmeisterschaften in Brandenburg an der Havel qualifizieren und gewann Silber. Auch 2009 vertrat sie Deutschland in dieser Bootsklasse und wurde U23-Weltmeisterin. 
Im gleichen Jahr startete sie auch zum ersten Mal beim Ruder-Weltcup und gewann in Luzern mit Julia Kröger, Laura Tibitanzl und Lena Müller den Leichtgewichts-Doppelvierer. Die Mannschaft wurde für die Weltmeisterschaften in Posen nominiert und konnte dort die Goldmedaille erringen.
2010 startete Nieschlag zusammen mit Sina Burmeister im Leichtgewichts-Doppelzweier bei den U23-Weltmeisterschaften und gewann Bronze.
Nieschlag lebt in Hamburg und startet für die RG Hansa Hamburg.

## Internationale Erfolge
- 2008: 2. Platz U23-Weltmeisterschaften im Leichtgewichts-Einer
- 2009: 1. Platz U23-Weltmeisterschaften im Leichtgewichts-Einer
- 2009: 1. Platz Weltmeisterschaften im Leichtgewichts-Doppelvierer
- 2010: 3. Platz U23-Weltmeisterschaften im Leichtgewichts-Doppelzweier